# Alphons ter Avest
Alphons Bosco Maria ter Avest (Hengelo, 4 juni 1960) is een Nederlandse beeldend kunstenaar.

## Leven en werk
Ter Avest studeerde aan de ArtEZ hogeschool voor de kunsten in Arnhem. Hij laat zich inspireren door alledaagse objecten als huisjes, auto's, caravans of speelgoed. Techniek en ambacht zijn belangrijke uitgangspunten voor het werk van Ter Avest. Hij werkt veelal met reproductiemethodes als gieten in aluminium en metaal. De mallen en sjablonen die hiervoor gebruikt worden, komen vaak terug in het uiteindelijke beeld. Hierdoor blijft het maakproces zichtbaar. De kunstenaar woont en werkt in Arnhem.

## Werken (selectie)
- Het mysterie van Werenfridus (2000) in Elst
- Poolkleed (2006), Barentszstraat in Amsterdam
- De Duiventil (2008), in de wijk Kloosterveen in Assen
- Toetertoren (2008), bij de sluis bij Peelo (Assen)
- Zilver Huis (2009) op rotonde Rijksweg/Vergertlaan in Duiven
- De Nachtwachter (2011), in Hatert (Nijmegen)[2]
- Tuimelende Huizen (2011), Herwen
- De Offerboom (2011) in Vlaardingen
- Haan van Ruyven (2012) in Pijnacker
- Beulaker Toren (2014) in De Wieden
- Glazen Echo (2014) in het Gemeentehuis in Zeist
- Paard van Saendelft (2014), Assendelft
- Neptunusring (2015) in Nijmegen
- Turnbokkenbank (2015) bij sportcomplex De Meent in Alkmaar
- Castor (2015) in Nieuwegein[3]
- Sportcomplex De Meent (2015) in Alkmaar
- Bakhuis (2016), voor Sonsbeek '16 in Arnhem[4]
- Wiardi Beckman Bank (2016) in Nijmegen, ter herinnering aan Herman Bernard Wiardi Beckman
- Maquettetafels (2016) in de wijk Oosterheem in Zoetermeer
- Pandorama (2016) in de wijk Schuytgraaf in Arnhem

## Fotogalerij

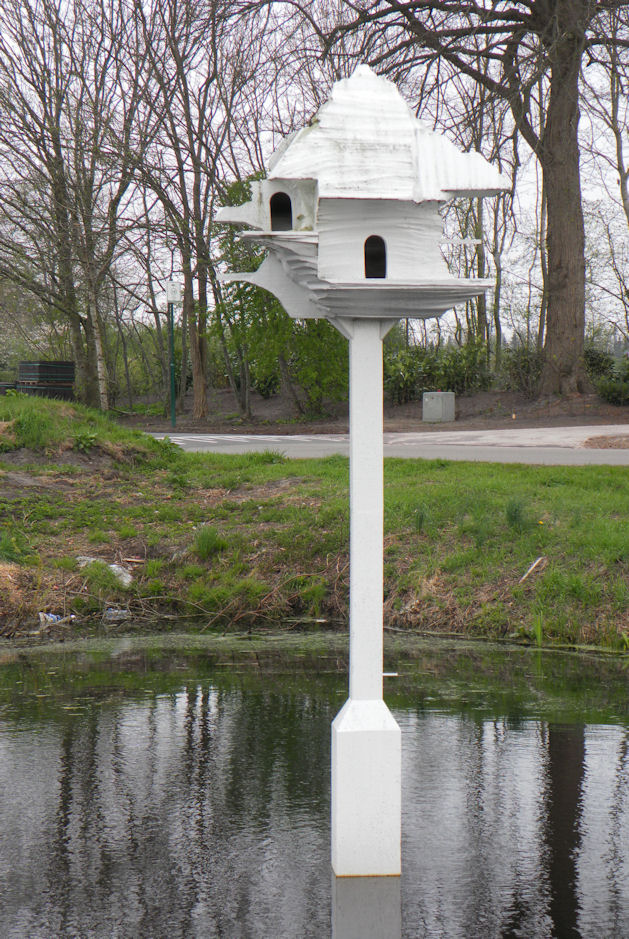
De Duiventil, Assen
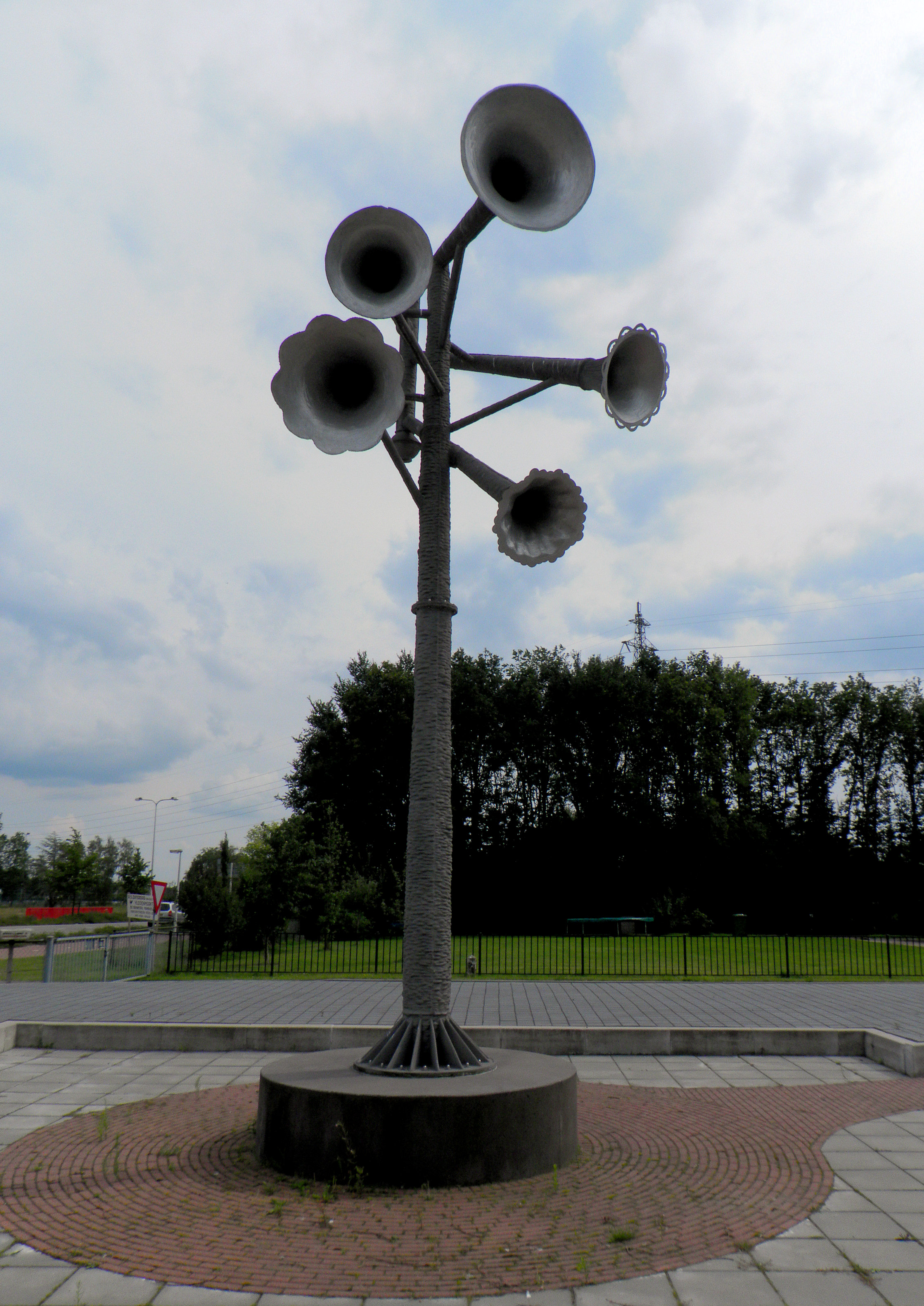
Toetertoren, Assen
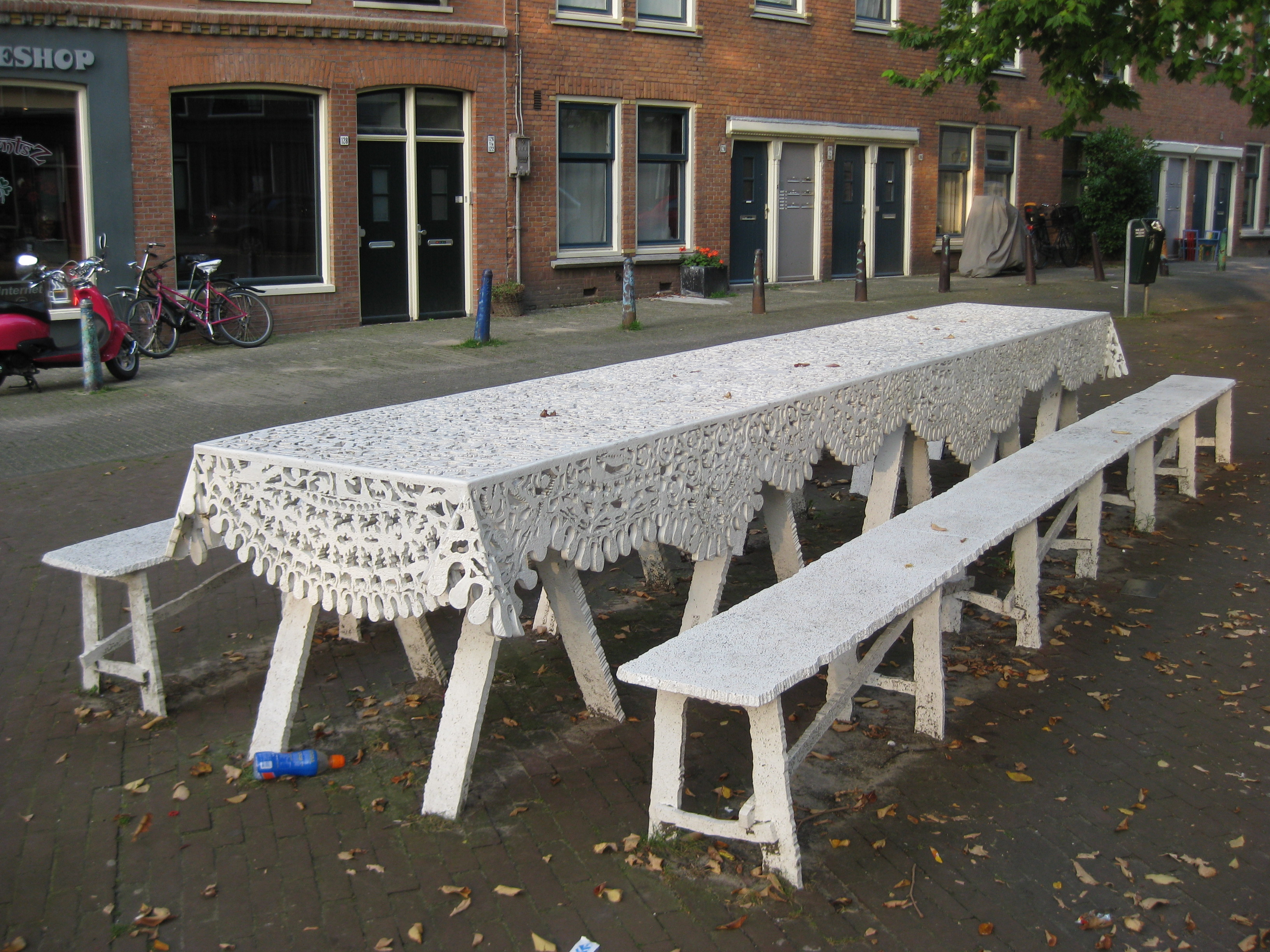
Poolkleed, Amsterdam
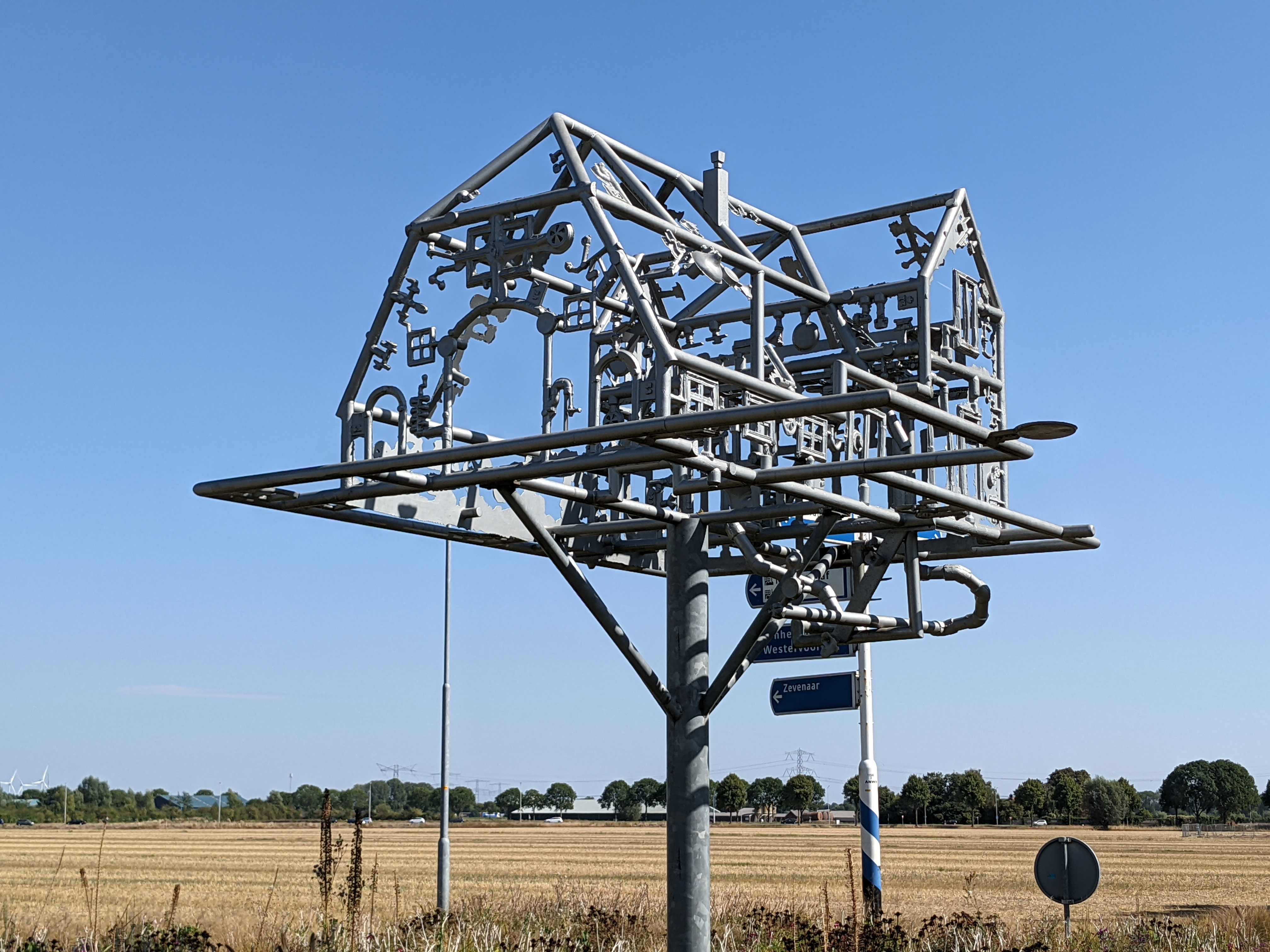
Zilver Huis, Duiven

## Exposities (selectie)
- 2013 Going Magyar, Museum Ferencsvaros, Budapest
- 2013 solotentoonstelling, Plaatsmaken, Arnhem
- 2012 solotentoonstelling Daglicht, Eindhoven
- 2011 Wild Stoken, K13, Velp
- 2010 Blow to Live, Glasmuseum Leerdam
- 2010 Brachen Siedlung, Essen, Dortmund, Arnhem en Nijmegen
- 2009 Drucksymposium, Bentlage, Duitsland
- 2008 Kantlijnen, Brugge, België
- 2008 Kunst van hier tot Ginder, Deventer
- 2007 Zilt kunstmaifestatie, Heemstede
- 2006 solotentoonstelling Jan Colle Galerij, Gent, België
- 2005 Made in Arnhem, Museum Arnhem
- 2005 Beelden Blijdestijnpark, Enschede
- 2005 Biënnale Gelderland, Apeldoorn